# Papyrus Palau-Ribes 163
Papyrus Palau-Ribes 163 (Nr. 869 nach Rahlfs) ist das Fragment eines Papyruskodex aus dem 3. oder 4. Jahrhundert. Es ist 4,7 × 3,8 cm groß und enthält Teile aus dem Buch Ester 4,4–5.8–11 in griechischer Sprache (Septuaginta). Es ist das älteste erhaltene Zeugnis dieser Textstelle in griechischer Sprache. Der Text ist einspaltig in einer ungelenken Buchschrift mit kursiven Elementen geschrieben.
Der Fundort ist unbekannt. Das Fragment wurde in den 1960er oder 1970er Jahren von José O’Callaghan erworben und im Seminar für Papyrologie der Theologischen Fakultät in Sant Cugat del Vallès aufbewahrt. Nach der Auflösung des Seminars im Jahr 1983 verblieb es bis zu dessen Tod 2001 bei José O’Callaghan. Seither befindet es sich unter der Inventar-Nummer Palau-Ribes 163 im Historischen Archiv der Jesuiten von Katalonien (Arxiu Històric de la Companyia de Jesús a Catalunya) in Barcelona.

## Texteditionen
- S. Daris: Papiri Palau Ribes. In: Aegyptus 66, 1986, S. 106–107.
- José O’Callaghan: Ester 4,4–5.8–11. In: Papiros Literarios Griegos del Fondo Palau-Ribes (P. PalauRib. Lit). Band I. Institut de Teologia Fonamental, Barcelona 1993, Nr. 4.